# لورانس سولومون
لورانس سولومون هو مؤلف وصحفي وكاتب كندي، ولد في 1948 في بوخارست في رومانيا.

## وصلات خارجية
- لورانس سولومون على موقع إن إن دي بي (الإنجليزية)